# Sexualisering
| Sexualisering |
| --- |
| Marknadsföring av Jägermeister, 2006. - Betydelse – att ge något en sexuell karaktär, alternativt framhäva denna karaktär - Alternativt ord – erotisering (kopplat till erotik och erotica) - Användning – reklam, musik, andra kulturella eller sociala uttryck, sexism |

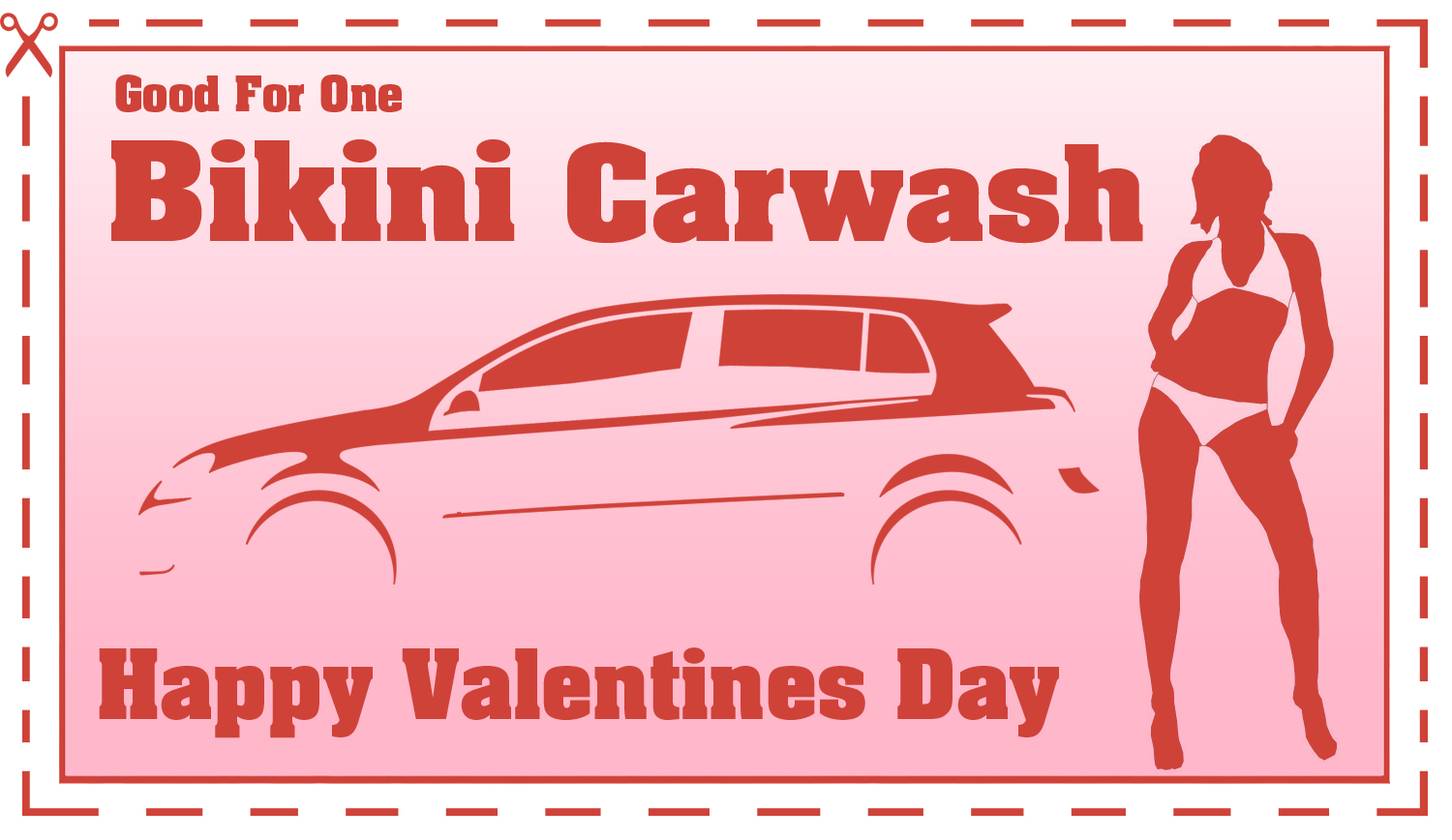
Bikini Car Wash Coupon, 2014.

Sexualisering innebär att ge något en sexuell karaktär, alternativt framhäva dess sexuella karaktär. Begreppet finns i svenskan sedan 1942 och kommer från engelskans motsvarande ord (sexualisation). Det relaterade begreppet erotisering syftar tydligare på att man ger en kulturprodukt en sexuell eller erotisk innebörd, medan pornofi[c]ering och porrkultur syftar på att inslag och teman från pornografin sprids till den allmänna kulturen.
Sexualiseringen inom massmedier och det moderna samhället tas återkommande upp som ett problem. Fenomenet ses ofta som en del av ojämlika könsroller och bekämpas av många feministiska grupperingar. Begreppet har även kopplingar till objektifiering och sexism, attityder där någon reduceras till ett föremål respektive blir föremål för könsmässigt nedvärderande behandling, men även till företeelser som erotiskt kapital och sexuell attraktion.

## Definition, relaterade begrepp
Europaparlamentet har framhållit att:
Sexualisering bör inte förväxlas med begreppet mänsklig sexualitet, som är en naturlig del av människans utveckling och en faktor som stimulerar till att etablera positiva och sunda relationer med andra människor. Sexualiteten formas av biologiska och psykologiska, men även samhälleliga och kulturella faktorer. Därför är den miljö som individen växer upp i så viktig. Barn och ungdomar som uppfostras i en kultur som präglas av sexualisering stöter på innehåll som de inte är intellektuellt eller känslomässigt redo att hantera.
Ordet sexualisering uppfattas ofta negativt. Helt avsexualiserade miljöer, utan sexuella tankar och känslor hos människor, är ovanliga. Ordet sexualisering används vanligen då ordets användare störs av eller vill tydliggöra att någon gräns passerats. Ordvalet används vanligen som en feministisk eller psykologisk term, alternativt som term inom social- och kulturvetenskaper.

### Sexuell objektifiering
Begreppet sexualisering är vanligen kopplat till sexuell objektifiering, där någon eller något betraktas eller behandlas som ett "sexobjekt”. Objektet för sexualiseringen varierar. Det kan vara ”det offentliga rummet”, samhället som helhet, en grupp människor, en individ eller en företeelse.
När en individ sexualiseras kan det antingen göras generellt, genom att personen associeras till ett kollektivs förmenta sexualitet. Alternativt kan det ske speciellt, genom att något hos personen framhävs som sexuellt. Begreppet objektifiering befinner sig på en glidande skala, där den betraktade eller behandlade personen successivt ifråntas sin egenmakt och handlingsfrihet.

## Av olika grupper

### Sexualisering av kvinnor
Begreppen sexualisering och sexuell objektifiering, i synnerhet av kvinnor, är en viktig idé inom feministisk teori och psykologiska teorier som härrör från feminismen.
Grundläggande för könsmaktsordningens idé är synen på kvinnan som sexuellt objekt snarare än som subjekt, eftersom kvinnan föder barnen. Under graviditet och amning är kvinnan och barnet i beroendeställning till mannen. Detta fysiska, psykiska, sociala och ekonomiska beroende är faktiskt och oberoende av vem som är far till barnet. Vetskap om faderskapet kräver kontroll över kvinnans hela sexualitet. Att fadern förnekar faderskap eller definierar barnet som oäkta är långsiktigt allvarligt för kvinnan och hennes barn, varför kvinnor tidigare ansträngt sig att föda endast inomäktenskapliga barn, genom sitt sätt att leva och vara.
Många menar att män är aktörer i denna sexualisering, andra att moderna kvinnor sexualiserar sig själva som en metod för maktutövning (se även erotiskt kapital). Andra hävdar att ökad sexuell frihet för kvinnor och homosexuella och bisexuella män har lett till en ökad sexualisering av män. Studier av sexualisering i datorspelsvärlden har inte funnit tydliga kopplingar mellan denna och sexistiska attityder hos användarna.

### Sexualisering av barn
Unga människor och barn har numera via internet, tv och videospel obegränsad tillgång till erotiserat material som får stor inverkan på deras vardagsliv och utveckling. Dessutom presenteras via sociala medier ofta ett orealistiskt kroppsideal som kan leda till jämförelser med det egna utseendet, med depressioner, låg självkänsla och ätstörningar som följd.
Sexualiseringen har också noterats i modeindustrins reklam, som låter allt yngre modeller presentera kläder för vuxna. Detta anses uppmuntra klädproducenter att skapa kollektioner för flickor med exempelvis stringtrosor, behåar av pushup-typ och bikinis. Rapporter har visat att sexualisering av yngre barn blir allt vanligare i annonser. Sedan 1980-talet har även barns kroppar kommit att sexualiseras, flickor sminkar sig allt längre ner i åldrarna och det finns rakningstips för småflickor. Även ungas nakenhet har i den moderna kulturen kommit att sexualiseras.
Tonårskroppens sexualisering inom kulturen kan även kopplas till efebofili, en sexuell lockelse för (äldre) tonåringar och deras kroppar. Detta är ett socialt tabu i den moderna kulturen, förknippad med ett socialt stigma, kulturellt problematisk men med historiska rötter. Inom många kulturer är evig ungdom ett eftersträvansvärt mål, myt eller fantasi.
Vuxenblivandet har i många kulturer historiskt ofta placerats i mitten av tonårstiden, när puberteten är överstånden. Mellan 1800- och 2000-talet har den genomsnittliga pubertetsåldern i många länder dock fallit med 2–3 år. Orsaker till detta är bland annat bättre kost och allmän hälsa hos tonåringar.

## I massmedier och kulturen

### Sexualisering av nakenhet
Riksidrottsförbundet skrev i en rapport 2007:
”I början av 2000-talet fanns en allmän politisk oro som rörde den ökade förekomsten av sexualiserade bilder, dels i media och då främst i reklamsammanhang, dels på internet. Man konstaterade att spridningen av sexualiserade bilder motverkade samhällets övriga jämställdhetssträvanden.” 
Det har sedan länge ansetts naturligt att vara naken vid bad, i offentliga duschar och i bastur, men otänkbart för de flesta att exempelvis låta sig fotograferas naken i erotiska eller sexuella sammanhang. Efter omkring år 2000 kom det att bli tvärtom för en yngre generation. Nya mobiltelefoner med kamera skapade oro för att bli fotograferad där det tidigare hade varit normalt att vara naken och innebar att alla kunde ”bli sedda av” tiotusentals människor via en selfie. Kroppen kom dessutom att betraktas med en allt mer kritisk blick.
Från omkring 2007 kom feminister att betona rätten att vara topless, så kallad Topfreedom, där män hade denna rätt, exempelvis Gotopless, Bara bröst, Femen och Free the nipple. Gruppen Bara kroppar, bildad 2012, och Julia Skotts bok Kroppspanik, 2013, kritiserade den nya sexualiserade nakenheten och betonade en ”naturlig nakenhet”. Enstaka politiker och andra debattörer förde fram värdet av ett mer naturligt förhållningssätt till kropp och nakenhet.

### Sexualisering i medier

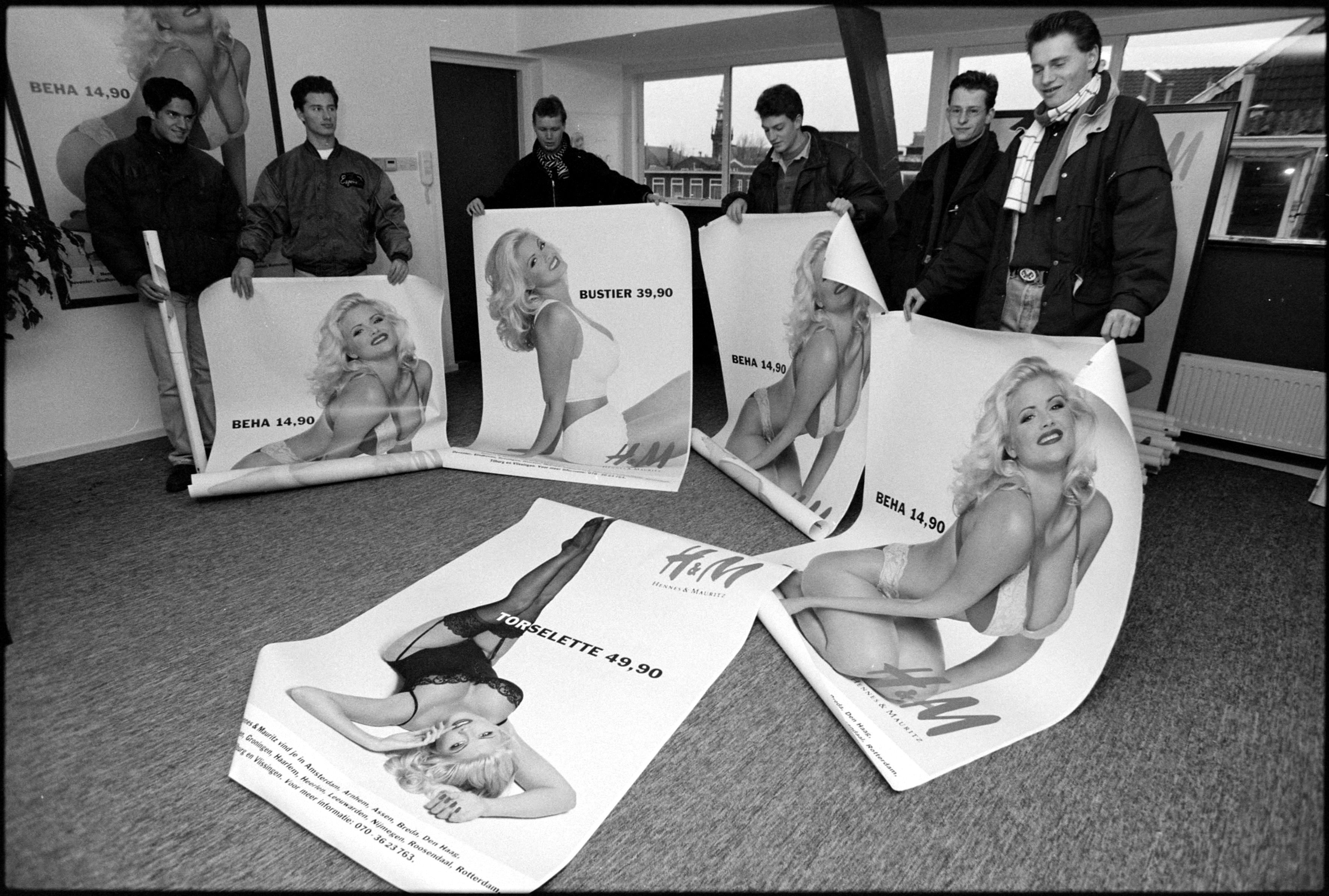
H&M hade under 1990-talet mycket uppmärksammade reklamkampanjer med sexigt poserande supermodeller som Anna Nicole Smith.

I reklam används kroppen – särskilt kvinnokroppen – för att sälja resor, mat, hälsoprodukter, underkläder. Man talar om den "manliga blicken", ett uttryck myntat av Laura Mulvey, och att detta allt mer formar den offentliga bilden av kvinnan. I modern tid och med utjämnade arbetsvillkor och könsroller i offentligheten har man även börjat diskutera den "kvinnliga blicken", där även män kan bli föremål för (sexuell) objektifiering i säljande eller konstnärligt syfte. Begreppet kvinnliga blicken används ibland som ett kvinnligt betraktande av andra kvinnor. Betydelsen av denna kvinnliga blick, i bland annat nya film- och TV-serieproduktioner, ses av vissa som begränsad. Å andra sidan anses den kvinnliga underordningen (en sanning alternativt truism inom feminismen) inte alltid kunna likställas med maktlöshet.
Reklamen framställer flickor och kvinnor som underordnade och passiva, de blir i högre utsträckning än män bekräftade för sitt yttre och i mindre utsträckning för andra egenskaper. I massmedierna uppmärksammas rumpchocker, tuttmissar, nakenbilder på (kvinnliga) kändisar, och med internets utbredning har en exponering av särskilt kvinnors och flickors kroppar ökat kraftigt.
Sexualiseringen av kulturella uttryck har i västerlandet numera även börjat synas även i konstnärliga sammanhang. Detta inkluderar klassisk musik, där sexualiseringen av vissa ses som ett medel att göra musiktypen mer modernt tillgänglig. Violinisten Linda Lampenius (artistnamn: Linda Brava) har inte dragit sig för att utnyttja sin kvinnlighet/sexualiteten som en del av sitt varumärke som artist.

### Pornofiering
En speciell form av sexualisering är den så kallade pornofieringen. Detta avser det sätt som den estetik som tidigare bara var förknippad med pornografi har blivit en del av populärkulturen. Denna process, som Brian McNair beskrivit som "pornographication of mainstream", har skapat en miljö styrd av pornografins "pornotopiska" drömvärld. Denna har blivit tillgänglig för en mycket bred målgrupp och tydligt påverkat gränserna mellan det offentliga och det privata. Detta användande av sexualisering för att väcka uppmärksamhet har även benämnts som porn[o] chic.
Många konstnärer och fotografer har under 1900-talet använt pornografiska uttryck i sin verksamhet. Detta inkluderar Man Ray, Jeff Koons och Robert Mapplethorpe. Ett antal kvinnliga konstnärer har på senare år undersökt det konstnärliga gränslandet runt pornografin, bland annat med utgångspunkten från hur sociala medier som Instagram och kreativa plattformar som Onlyfans utmanat traditionella värderingar kring sexuella uttryck. Vissa kvinnliga konstnärer utforskar objektifieringen och den manliga blicken – liksom dess motsats "den kvinnliga blicken" – som stiluttryck.
Kring den surrealistiska rörelsen användes pornografiska uttryck bland annat av Georges Bataille (Ögats historia). Kvinnliga och ofta uttalat sexpositiva musikartister som Madonna, Lady Gaga, Miley Cyrus och Tove Lo har ofta lyft fram explicit sexuella inslag i sin musik och sina scenframträdanden. Samtidigt använder rap och hiphopkulturen pornografiska uttryck som ett av flera stilmedel och ofta med sexistiskt resultat.

### Sexbranschen
Vissa yrkesbranscher bygger på sexualiseringens kraft att bidra till inkomster. Till dessa hör sexbranschen, med sina olika förgreningar – inklusive pornografin (se ovan). Sexarbetare lockar kunder genom att framhäva det sexuella genom kläder, poser, rörelser, ord, ljud eller annan sorts marknadsföring. Sexualiseringen förtydligar i det här fallet sexarbetarens verksamhet och dess syfte, mest tydligt markerat i samband med olika typer av prostitution. För striptease eller andra typer av erotiskt laddade danser är sexualiseringen en del av det yrkesmässiga framträdandet.
Viss forskning anser att stigmatiseringen av kvinnliga sexarbetare anses vara mer kopplad till dessas upplevda självständighet, inte till inkomsterna som de tjänar.

## Forskning om sexualisering
Sexualisering studeras främst inom samhälls- och kulturvetenskaper. Det diskuteras där inte bara som ett socialt problem, utan även bredare kring hur kön och sexualitet blivit mer synliga i medier och kultur. Studieperspektiven inkluderar:
- diskussionen om sexuella värderingar, metoder och identiteter i medierna,
- tillväxten av sexuella medier av alla slag, inklusive erotica, sexuella självhjälpsböcker och pornografins olika genrer,
- hur bildorienterade sociala medier blivit en arena för sexualisering, objektifiering och självobjektifiering,[64]
- framväxten av nya former av sexualvanor och sexuella erfarenheter genom samhällets och teknikens utveckling,
- synsätt på regler för att definiera och hantera gränser,
- förekomsten av mediala skandaler, kontroverser och panik kring genus och kön.